# ما جوانیم
«ما جوانیم» (به انگلیسی: We Are Young) یک تک‌آهنگ از گروه موسیقی آلترنتیو راک فان به همراهی جنل مونه است که در سال ۲۰۱۱ میلادی منتشر شد.
این تک‌آهنگ در چارت‌های اسکاتلند، ، ایرلند، استرالیا، لهستان، اتریش، بریتانیا، در رتبه اول و در چارت‌های والونیا، فرانسه، نروژ، دانمارک، سوئد، فلاندرز، سوئیس، نیوزلند، جزو ده ترانه اول قرار گرفت.